# Bad Bunnie$
Bad Bunnie$ (englisch für „Böse Hasen“) ist ein Lied der deutschen Sängerin und Schauspielerin Zsá Zsá Inci Bürkle, das im Mai 2025 erschien.

## Entstehung und Veröffentlichung
Das Lied wurde von der Interpretin zusammen mit Jan Olthoff (Replay Okay) geschrieben. Letzterer zeichnete auch für die Produktion verantwortlich.
Die Erstveröffentlichung von Bad Bunnie$ erfolgte als Single am 2. Mai 2025 bei 0909 Future Club. Diese erschien als digitaler Einzeltrack zum Download und Streaming.

## Musikvideo
Zunächst feierte am 2. Mai 2025 ein Lyrikvideo seine Premiere auf der Videoplattform YouTube. Am 19. Mai desselben Jahres folgte die Veröffentlichung eines regulären Musikvideos. Dieses entstand unter der Eigenregie Zsá Zsá, mit Unterstützung durch Ruby O.fee und zeigt sie mit Freundinnen beim Motorradfahrten, einer Bootstour oder beim Einkaufen. Das Video beinhaltet zudem einige Cameoauftritte, darunter auch Stefanie Giesinger.

## Rezeption

### Kontroverse
Die Zeile „Ich find’s ’n kleines bisschen heiß, wenn er mir droht“ aus der Hookline löste eine Kontroverse aus. Einige TikTok-Nutzer warfen Zsá Zsá vor, mit dieser Zeile Gewalt gegen Frauen zu verherrlichen oder zu romantisieren. Die Künstlerin reagierte darauf und erklärte in einem Kommentar, dass die Zeile nicht auf tatsächliche Gewalt anspiele, sondern „Lust, Spannung und Fantasie“ ausdrücke. Zwei Tage nach der Kritik veröffentlichte sie ein neues TikTok-Video mit einer alternativen Zeile („Ich find’s ’n kleines bisschen heiß, wenn er mich choked“), die von vielen Fans positiv aufgenommen wurde. Dennoch entschied sich Zsá Zsá, in der finalen Version des Liedes die ursprüngliche Zeile beizubehalten, was zu gemischten Reaktionen führte.

### Rezensionen
Das Frontstage Magazine beschrieb Bad Bunnie$ unter anderem als „Soundtrack für kompromisslose Nächte“, in denen man keine Kompromisse mache, weder beim Outfit, noch beim Ego. Über wummernde 808s liefere die Sängerin ein Manifest für alle, die lieber mit den Mädels unter Sternenhimmel viben, als sich mansplainen zu lassen.

## Chartplatzierungen
| ChartsChartplatzierungen | Höchstplatzierung | Wochen |
| ------------------------ | ----------------- | ------ |
| Deutschland (GfK)        | 6 (9 Wo.)         | 9      |
| Österreich (Ö3)          | 7 (… Wo.)         | …      |
| Schweiz (IFPI)           | 18 (4 Wo.)        | 4      |